# Dolmen da Orca
Le dolmen da Orca ou Lapa da Orca (en portugais : dólmen da Orca ou Lapa da Orca) est un dolmen datant du Néolithique ou du Chalcolithique situé près de la municipalité de Carregal do Sal, dans le district de Viseu, en région Centre.
Le dolmen da Orca est l'un des plus grands dolmens du Portugal, est l'un des mieux conservés,.

## Situation
Le mégalithe est situé à Fiais da Telha, aldeia de la freguesia de Oliveira do Conde, dans la municipalité de Carregal do Sal, à environ 30 km au sud de Viseu, et à quelques kilomètres du Mondego.
Il se trouve sur une petite colline, au milieu d'une zone boisée dominée par des pins et des eucalyptus.

## Description
Il s'agit d'un dolmen à couloir avec chambre polygonale. La table de couverture repose sur huit ou neuf orthostates ; le couloir mesure 7,6 m de long, avec huit orthostates d'un côté et sept sur l'autre,.

## Histoire
Le dolmen da Orca est déclaré Monumento Nacional en 1974.
Lors de fouilles archéologiques effectuées en 1986/1988 puis en 1994/1995, des pointes de flèches en silex et en quartz et des fragments de poterie furent découverts.